# مالكوم ماكنزي
مالكوم ماكنزي هو محامي وسياسي كندي، ولد في 31 مايو 1863 بكينكاردين في كندا، وتوفي في 15 مارس 1913 في نفس البلد. حزبياً، نشط في الحزب الليبيرالي الألبرتي والحزب الليبرالي الكندي. وقد انتخب عضو الجمعية التشريعية ألبرتا.